# Logis de la Pinellière
Le logis de la Pinellière est un édifice situé à Gréez-sur-Roc, dans la région historique du Maine, en France.

## Localisation
Le monument est situé dans le département français de la Sarthe, à 1,8 km au sud-est du bourg d'Gréez-sur-Roc et à 2,5 km au nord-est du bourg de Montmirail.

## Architecture
Le logis, les communs, y compris la chapelle et la tour d'enceinte, les vestiges du jardin avec le lavoir sont inscrits au titre des monuments historiques depuis le 24 juillet 1989.